# Casual Game
Casual Games (englisch Gelegenheitsspiele) ist ein Modewort für einfache Computer- und Videospiele, die sich durch eine besonders leichte Zugänglichkeit, intuitive Eingabemethoden und schnelle Erfolgserlebnisse auszeichnen. Die Spiele zielen insbesondere auf Personen ab, die eine kurzweilige Unterhaltung ohne langwierige Lernphase suchen.

## Definition
Thematisch handelt es sich bei Casual Games beispielsweise um Umsetzungen bekannter Denk- und Kartenspiele, aber auch Logikspiele (Match 3). Daneben finden sich auch einfache Action-Spiele sowie lizenzierte Spiele zu bekannten TV-Shows wie zum Beispiel Wer wird Millionär?, Das Quiz mit Jörg Pilawa oder Deal or No Deal.
Casual Games stellen oftmals geringe Anforderungen an die Hardware. Sie sind damit nicht auf leistungsfähige „Spiele-Computer“ beschränkt, sondern können auch auf Geräten mit geringer Leistung wie mobilen Geräten wie Handys oder PDAs gespielt werden. Aktuell finden sie auch immer mehr Verbreitung auf stationären und mobilen Spielekonsolen. Dies entspricht auch dem Spielebedürfnis der Zielgruppe (ab 40 Jahre alt, mehrheitlich weiblich) nach kurzweiliger Unterhaltung ohne langwierige Lernphase. Sowohl die Bedürfnisse als auch die Demographie dieser Zielgruppe unterscheiden sich damit deutlich von „traditionellen“ Computerspielern (mehrheitlich männlich, unter 30 Jahre alt), die ein tiefes Eintauchen (Immersion) in möglichst realistische Spielewelten suchen.
Casual Games sind Computer- und Videospiele für eine weite Zielgruppe an Menschen, also auch und vor allem denen, die sonst keine solchen Spiele spielen. Daraus folgen simple Spielmechaniken, die kein Vorwissen oder Erfahrung in anderen Spielen benötigen, eine intuitive Benutzeroberfläche und vor allem die Möglichkeit, jederzeit das Spiel anzufangen und auch wieder aufzuhören. Letzteres ist speziell von Vorteil für das Spielen in Arbeitspausen, in Wartezeiten oder im Nahverkehr.
Das Gegenteil des Casual Game ist das Core-Game bzw. Hardcore-Game, das wesentlich mehr Zeit, Frustrationstoleranz und Spielerfahrung erfordert. Für Core-Gamer sind daher Casual Games weniger relevant und werden von ihnen oft verspottet. Die Mitte zwischen Casual und Core-Games wird auch Mid-Core genannt. Bei diesen ist die Erlernung und das Meistern des Spiels aufgrund eines komplexeren Spielprinzips schwieriger als im Casual Game, allerdings wird meist weniger Einarbeitungszeit als bei einem Core-Game verlangt. Außerdem wird im Gegensatz zum Casual Game mehr Aufmerksamkeit vom Spieler gefordert und die Produktion ist oft aufwendiger.

### Hyper Casual Games
Als Hyper Casual Games werden Casual Games bezeichnet, die für den mobilen Markt oder als Web-App als Free-to-play oder Freemium-Titel konzipiert werden, welche durch ein einfach zu verstehendes Spielkonzept mit einer originellen Idee mit wenig Produktionsaufwand überzeugen und versuchen einen möglichst hohen Umsatz durch meist überfüllte InGame-Werbung zu erzielen.
Um dieses Ziel zu erreichen, wird oft aggressives Marketing und Clickbaiting auf Videoplattformen, sozialen Netzwerken und anderen Diensten und Apps betrieben, um eine hohe Downloadzahl zu erreichen, damit eine größere Nutzerschaft zu gewinnen und es in die Trends und Charts der App Stores zu schaffen. Der Trend der Hyper Casual Game entwickelt sich vermehrt seit Mitte der 2010er-Jahre auf Mobilgeräten wie Smartphones oder Tablets.
Häufig dauern diese Spiele nicht mehr als ein paar Minuten pro Runde, haben das Erreichen eines hohen Highscores als Ziel und oft den Charakter eines Arcade-Spiels, eines Denkspiels oder eines Geschicklichkeitsspiels. Ebenfalls werden häufig die originellen Konzepte von Indie-Entwicklern oder älteren Titeln gestohlen bzw. adaptiert, ohne dass diese gefragt oder einbezogen wurden. Der Installationsaufwand ist meist gering oder nicht vorhanden und die Deinstallationszahlen hoch. Mit Stand Ende 2019 sind marktführende Unternehmen in diesem Markt Voodoo, Lion Studios oder Cheetah Games.

## Geschichte
Hinsichtlich des simplen Spielprinzips könnte man aus heutiger Sicht die meisten klassischen Arcade- und Computerspiele wie Pac-Man, Centipede oder Tetris als Casual Games bezeichnen. Zum Zeitpunkt ihres Erscheinens richteten sie sich jedoch an eine sehr technik- und spieleaffine Zielgruppe, die heute jener der Hardcore-Gamer entspricht. Als erstes Casual Game wird häufig das in Microsoft Windows 3.x enthaltene Patience-Spiel „Solitaire“ betrachtet.

## Marketing und Vertrieb
Es gab zahlreiche Spiele-Portale, die sich auf den Vertrieb von Casual Games spezialisiert hatten, darunter Yahoo Games, MSN Games, AOL Games, GameDuell oder Skill7.com. Inzwischen lassen sich solche Spiele bei Internet Service Providern, Zeitungen, Magazinen und TV-Sendern finden wie z. B. bei Bild, RTLSpiele, ProSieben Games und Sat1Spiele. Auch Downloadportale boten Casual Games an wie z. B. bei Gamesload.
Der Vertrieb solcher Spiele erfolgt meist über das Web oder über Anbieter von Mobiltelefonanwendungen, wie z. B. Google Play, seit 2006 aber auch im Einzelhandel. Neben kostenlosen Werbespielen (Freemium bzw. Free-to-play) wie Moorhuhn gewannen zunehmend kommerzielle Spiele an Bedeutung. Letztere werden meist mit einer kostenlosen, aber beschränkt funktionsfähigen Demoversionen in den Markt gebracht. Die Preise der Spiele bewegen sich zwischen 5 und 20 Euro. Der relativ geringe Preis soll durch die Langlebigkeit der Spiele ausgeglichen werden. Denn während die aufwendiger produzierten und mit erheblichem Marketingaufwand vertriebenen „großen“ Computerspiele den Hauptumsatz nur innerhalb weniger Monate erzielen, lassen sich Casual Games über entsprechende Portale auch über Jahre hinweg verkaufen, ohne dass nennenswerte zusätzliche Vertriebskosten anfallen.
Besonders beliebt ist die Einbindung von Casual Games in das Angebot von großen Internet-Diensteanbietern. Diese können ihren Nutzern somit ein umfangreiches Angebot von Spielen anbieten, ohne diese selbst entwickelt haben zu müssen. Grundlage dieser Kooperation sind meist so genannte Affiliate-Systeme.

## Spielgewohnheiten und Auswirkungen
Eine vom Spielehersteller RealNetworks finanzierte Studie hat im August 2006 die Spielgewohnheiten von Frauen über 40 Jahren, die Casual Games spielen, untersucht:
- 67 Prozent der Frauen spielen mindestens viermal die Woche Casual Games
- Rund die Hälfte (47 Prozent) spielt jeden Tag
- Rund 60 Prozent würden eher Casual Games spielen als zu telefonieren, zu stricken oder andere Sachen zu Hause machen wie Basteln oder Malen
- Rund 50 Prozent würden lieber Casual Games spielen, als ins Kino zu gehen oder zu kochen

Männer und Frauen über 18 Jahre spielen Casual Games aus folgenden Gründen:
- 64 Prozent spielen zur Entspannung
- 53 Prozent zur Stressbewältigung
- 42 Prozent zum Trainieren ihres Gedächtnisses
- Von den Usern mit Kindern sehen 75 Prozent durch Casual Games einen pädagogischen Mehrwert bei der Erziehung ihrer Kinder

Eine weitere Studie der Psychologischen Fakultät der Uni Hamburg aus dem Jahr 2006 stellt dar: Anhand eines Experiments wollen die Wissenschaftler festgestellt haben, dass die Nutzung von Unterhaltungsmedien und speziell das Spielen am Computer die Produktivität fördert und die geistige Leistungsfähigkeit erhöht. Am Beispiel von Computerspielen konnten die Wissenschaftler zeigen, dass Spielen im Alltag der Selbstregulation dient und das Gleichgewicht zwischen Anspannung und Entspannung beziehungsweise Abwechslung und Routine wieder herstellt.

## Rezeption
Die Zahl der am Markt erhältlichen Casual Games ist praktisch unüberschaubar. Bekannte Spiele sind unter anderem Moorhuhn von der mit diesem Spiel bekannt gewordenen phenomedia publishing GmbH. Andere Beispiele sind Angry Birds, Bejeweled, Zuma Deluxe oder Diner Dash. Besonders TV-Sender nutzen die Dienste von Casual-Games-Entwicklern auch, um lizenzierte Spiele zu Fernsehshows entwickeln zu lassen, wie zum Beispiel Freemantle/RTL mit „American Idol“ bzw. „Deutschland sucht den Superstar“.
Nur wenige deutschsprachige Spielemagazine existieren aktuell, die sich auf Neuigkeiten und Spieletests für Casual Games fokussiert haben. Eines davon ist das Spielemagazin CasualMania.de, das ebenso Ratgeber bietet und sowohl Kinder bis 12 Jahren und Gelegenheitsspieler als Zielgruppe nennt. Im englischsprachigen Raum sieht es ähnlich aus, dort ist etwa Casualgames.biz nennenswert. Ganz auf Familienunterhaltung setzt Videospielplatz.de.
Neben den oben benannten Spielemagazinen gibt es auch einige wenige Casual-Games-Netzwerke, welche dem Suchenden, aus einem breiten, frei zugänglichen Angebot, Spiele zur Verfügung stellen. Diese Netzwerke sind oftmals, wie weiter oben bereits beschrieben, auf Affiliate-Basis ausgelegt und verzichten daher normalerweise auf jegliche andere Werbung.